# 弦國
弦国，春秋时代的一个较弱小的诸侯国。公元前656年，齐桓公率诸侯联军讨伐楚国。楚国被迫屈服，加入齐国同盟。楚弱齐强的格局众所周知。距离楚国比较近的几个国家，同时是弦国的姻亲国家